# Morongo Valley (Kalifornija)
Morongo Valley je naseljeno područje za statističke svrhe u američkoj saveznoj državi Kalifornija. Prema popisu stanovništva iz 2010. u njemu je živjelo 3.552 stanovnika.